# Noina arka (Gibonnijev album)
Noina arka je drugi studijski album hrvatskog pjevača Zlatana Stipišića Gibonnija koji je 1993. godine izdala producentska kuća Croatia Records.

## Popis pjesama
1. Nek' se dijete zove kao ja
2. Suviše sam njen
3. Noina arka
4. Ostat ću na nogama
5. Dobri judi
6. Zlatne godine
7. Nisi htjela siromaha
8. Tebe nisam bio vrijedan
9. Kaplja voska
10. Mi smo prvaci